# Lotophila norrbomi
Lotophila norrbomi är en tvåvingeart som först beskrevs av Papp 1988.  Lotophila norrbomi ingår i släktet Lotophila och familjen hoppflugor. Inga underarter finns listade i Catalogue of Life.